# بول جاكسون
بول جاكسون (بالإنجليزية: Paul Jackson)‏ هو منتج ألعاب فيديو بريطاني، ولد في 1962.